# Usîci, Luțk
Usîci (în ucraineană Усичі) este un sat în comuna Buianî din raionul Luțk, regiunea Volînia, Ucraina.

## Demografie
Componența lingvistică a localității Usîci
     Ucraineană (97,77%)
     Rusă (1,86%)
     Alte limbi (0,38%)
Conform recensământului din 2001, majoritatea populației localității Usîci era vorbitoare de ucraineană (97,77%), existând în minoritate și vorbitori de rusă (1,86%).

## Legături externe
- pl Usicze în Dicționarul geografic al Regatului Poloniei și al altor țări slave, volum XV, p. 2 (Januszpol — Wola Justowska)1902